# Şiş kebap

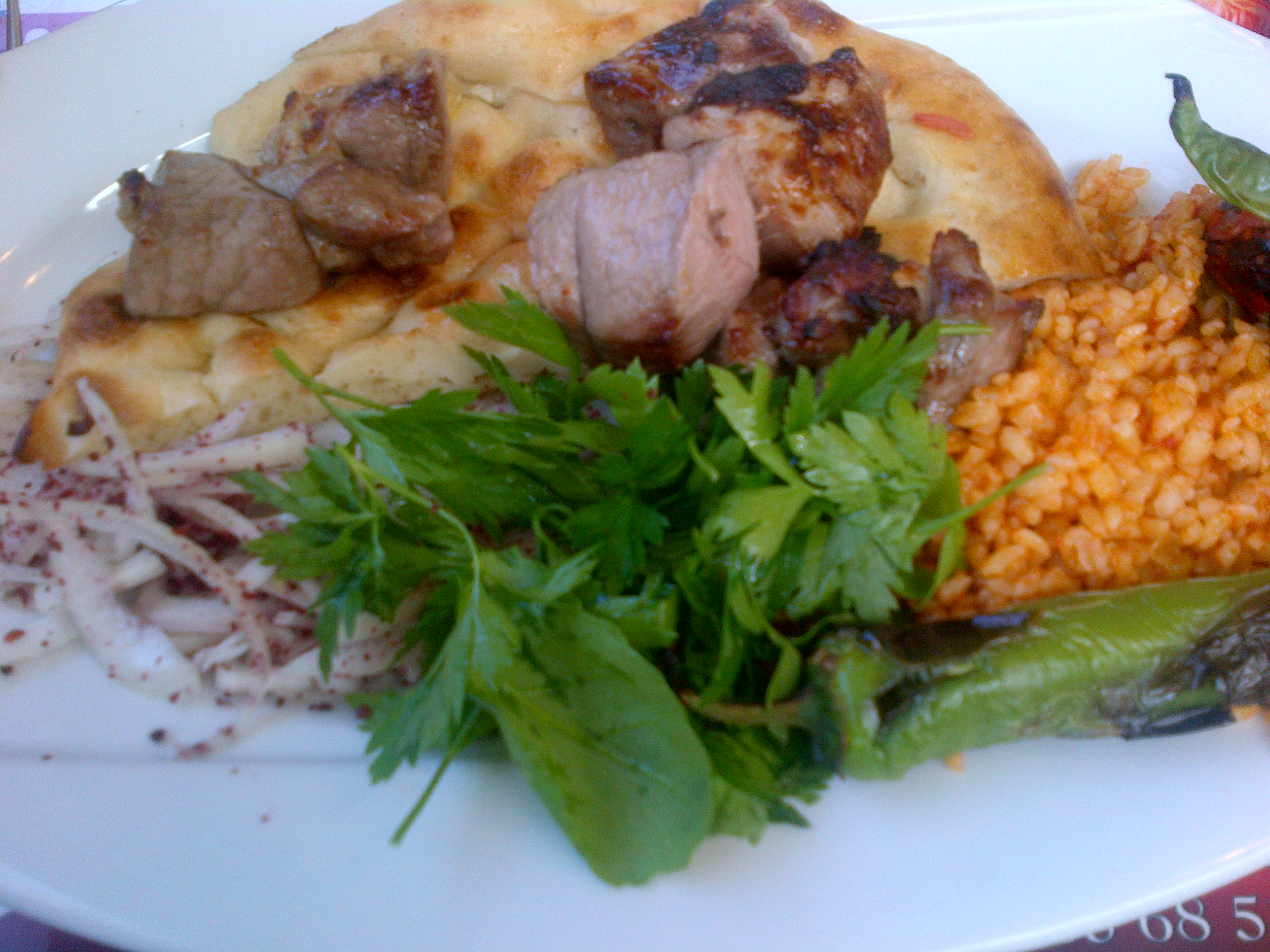
Kuzu şiş o şiş kebap de carn de xai.

Şiş kebap o şiş kebabı és una preparació de carn a la graella de la cuina turca. La paraula shashlyk, en rus, també ve del şiş kebap turc.
Es pot considerar una varietat de kebab. Els trossos de carn de vedella (dana şiş), de carn de xai, de peix o de pollastre són marinats i després es col·loquen a les broquetes metàl·liques anomenades şiş en turc.
Segons la carn utilitzada, també s'anomenen dana şiş (de vedella), kuzu şiş (de xai) o tavuk şiş (de pollastre), etc.

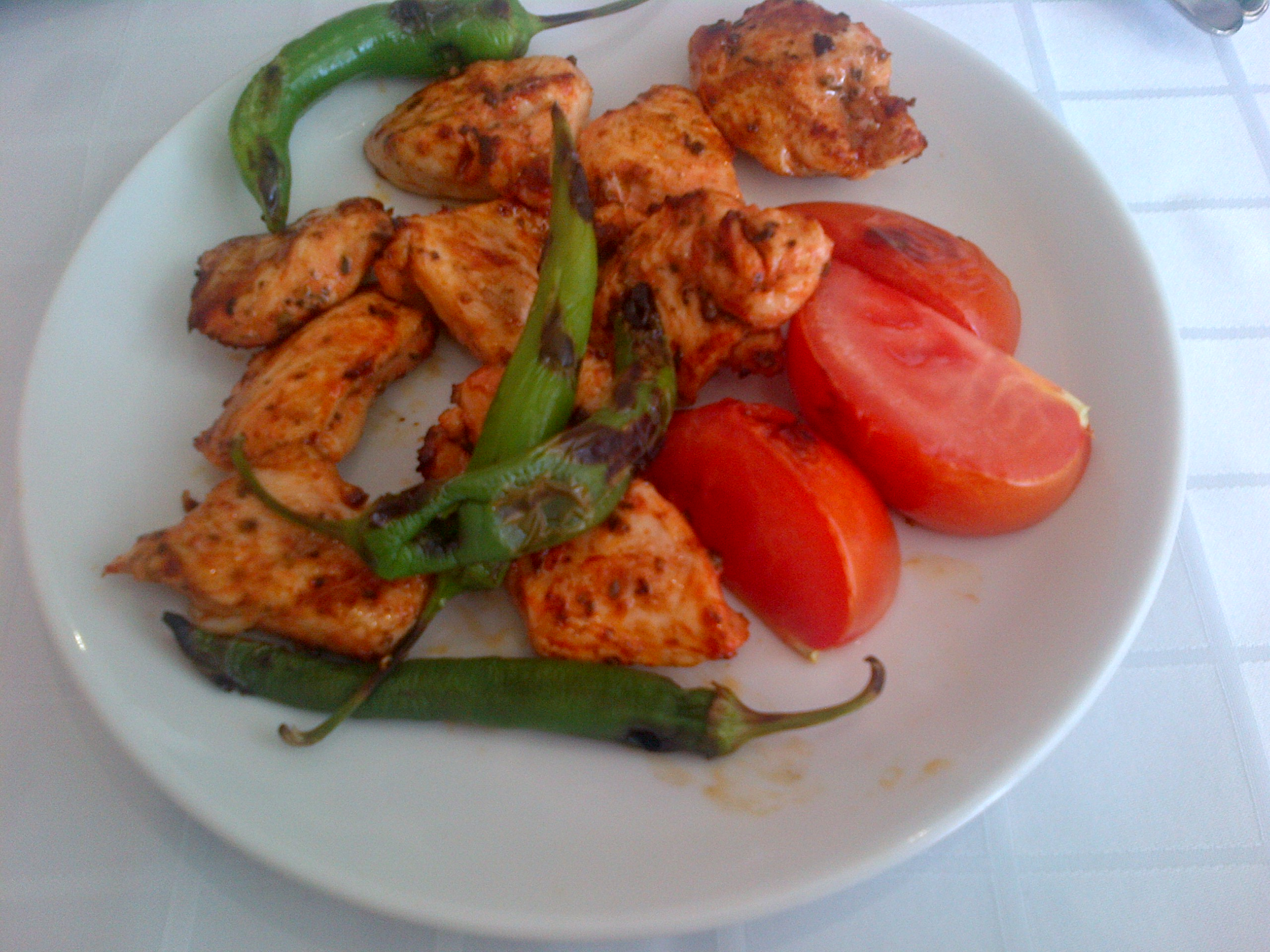
Tavuk şiş o şiş kebap de carn de pollastre.

## Çöp şiş

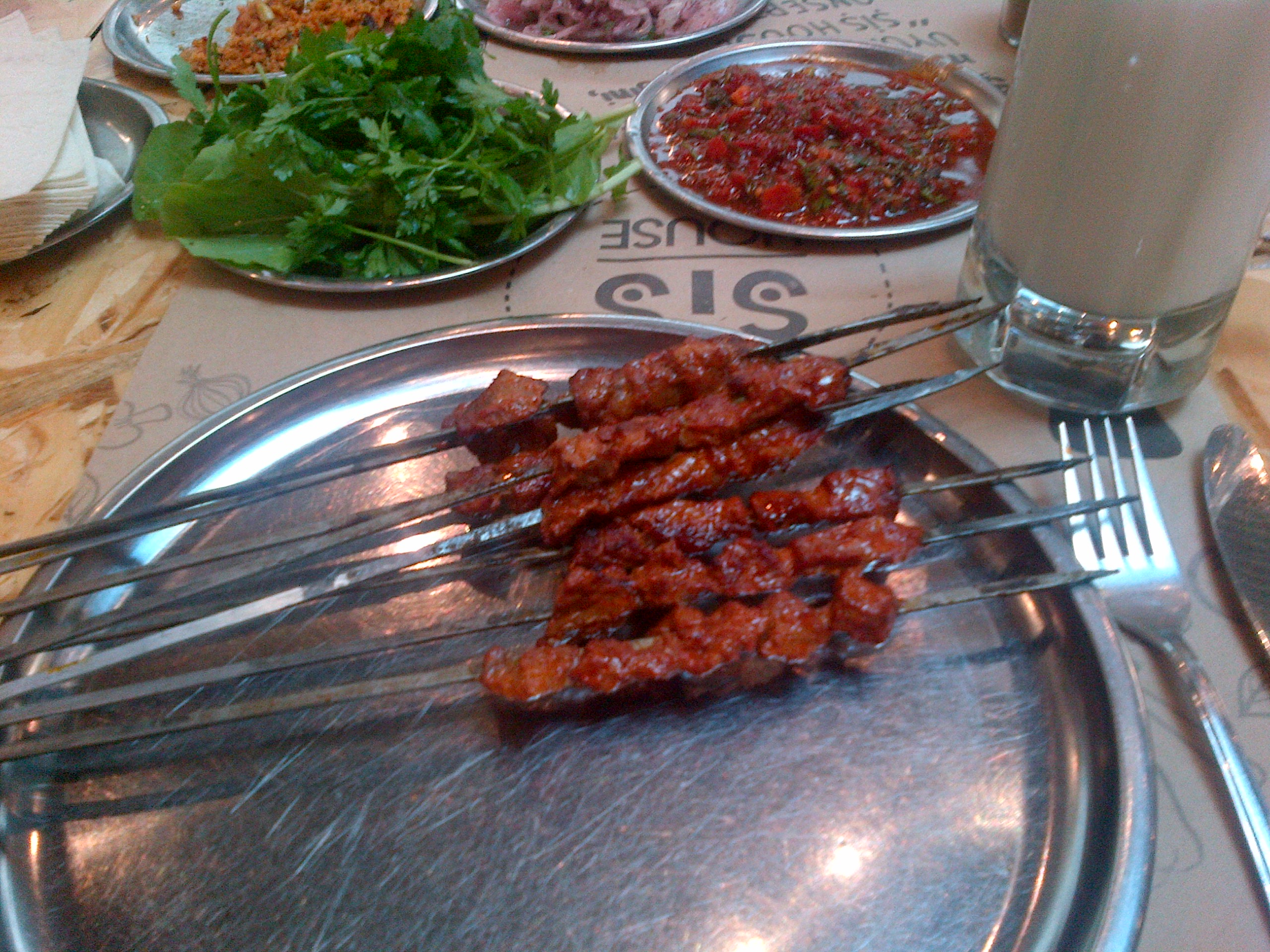
Çöp şiş de carn de vedella

És la versió amb trossos més petits de carn col·locats a unes broquetes, generalment de fusta i que s'anomenen çöp.

## Şiş köfte

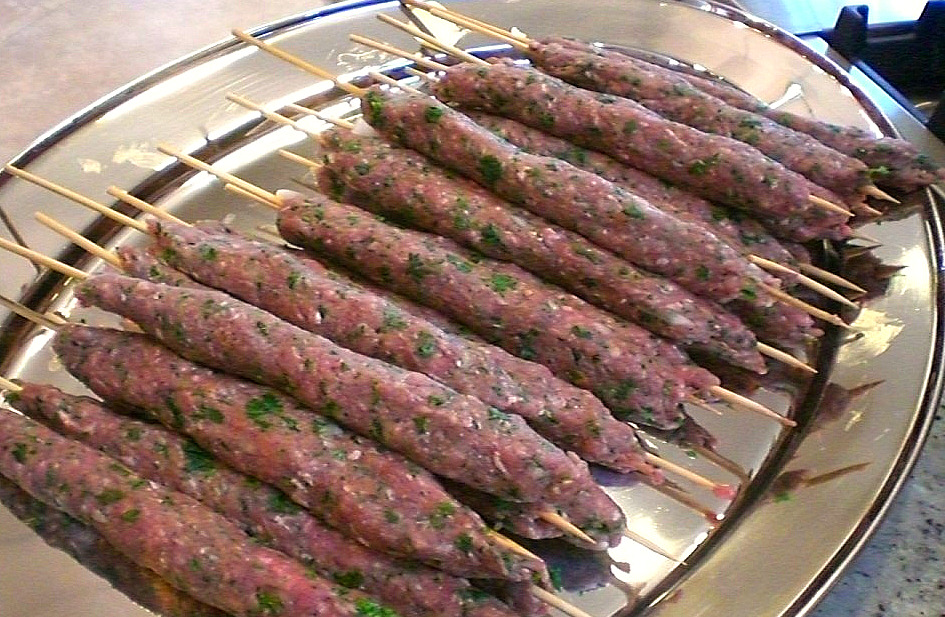
Şiş köfte sense graellar.

És la versió de carn picada (o köfte) en broqueta.

## Kılıç şiş
Són trossos de kılıç balığı (emperador) graellats damunt un şiş.